# Яворовский национальный природный парк
Яворовский национальный природный парк (укр. Яворівський національний природний парк) — природоохранная территория в Яворовском районе Львовской области. Парк создан с целью сохранения, воссоздания и рационального использования типичных и уникальных лесостепных ландшафтов и других природных комплексов в районе Главного европейского водораздела.

## История
Парк был создан 4 июля 1998 года Указом Президента Украины № 744 на базе Яворовского регионального ландшафтного парка (существовавшего здесь с 1996 года на площади 4190,0 га) и прилегающих территорий Старичевского и Магеровского военных лесхозов. Общая площадь национального парка составляет 7108,0 га, из которых 2915,0 га предоставлены парку в постоянное пользование, а 4193,0 га включены в его состав без изъятия у землепользователей.

## Расположение
Яворовский национальный природный парк расположен на территории Украинского Расточья — одного из самых интересных физико-географических районов Западной Украины. Украинское Расточье представляет собой узкую (до 25 км) возвышенную гряду длиной 75 км, которая на севере резко поднимается над Малым Полесьем. В его юго-восточной части проходит Главный европейский водораздел, на склонах которого берут начало реки, принадлежащие к бассейнам двух морей — Чёрного и Балтийского.
Территория парка простирается своеобразным полумесяцем с. Верещицы Яворовского района к с. Крехову Львовского района. Его протяжённость с запада на восток — 12-13 км, а с севера на юг — от 2.5 до 12 км. На юге парк граничит с природным заповедником «Расточье», на севере — с учебным полем Яворовского учебного центра МО Украины, известным как Яворовский полигон, а также Региональным ландшафтным парком «Равское Расточье».
Вблизи парка расположены такие населённые пункты: с. Верещица, с. Старичи, пгт Шкло, г. Новояворовск, с. Лелеховка, пгт. Ивано-Франково, с. Ставки, с. Средний Горб, с. Верхутка, с. Лозино, с. Дубровица, с. Мельники, с. Папирня, с. Фийна, с. Козулька, с. Крехов. В западной части парка протекает река Верещица, впадающей в Днестр. В пределах парка берут начало притоки Верещицы — реки Ставчанка и Старая Рика. На севере расположены истоки рек Деревнянки и Свиньи (бассейн реки Западный Буг).
Функциональным зонированием территория парка разделена на заповедную зону площадью 661,6 га, зону регулируемой рекреации — 1254,1 га, зону стационарной рекреации — 30,2 га и хозяйственную зону — 5162,1 га.

## Природные условия

### Геология и геоморфология
По физико-географическому районированию территория парка относится к Ростоцкому району Ростоцко-Опильской области Западно-Украинской лесостепной провинции.
На его территории нет населённых пунктов, благодаря чему антропогенное воздействие на природные экосистемы является незначительным.
Рельеф парка представляет собой сочетание крутосклонных холмов-останцов, платообразных возвышенностей, широких межгрядовых котловин, террас и пойм рек. Возвышенности изрезаны глубокими (местами до 80—100 м) оврагами, которые местные жители называют «Дебри». Самой высокой точкой на территории парка является безымянная высота с отметкой 403,6 м, расположенная западнее с. Мельницы (часть села Дубровицы). Среди других вершин выделяются: Булава (397 м), Кубин (378 м), Березняки (378 м), Болтова Гора (360 м), Овсяная Гора (387 м). Многочисленные живописные холмы-останцы со скальными выходами массивных известняков и известковых песчаников дают парку неповторимое своеобразие. Интересны также навеянные ветром холмы и дюны, покрытые сосновыми борами.
В формировании геологического строения парка участвуют маастрихские, третичные и четвертичные отложения. Неогеновые отложения представлены разнофациальными морскими слоями среднего и верхнего миоцена. Нижнеплейстоценовые ледниковые образования представлены пересекающими отложениями морены с водноледниковыми песчаными и галечниковыми отложениями. Холмы-останцы сложены из меловых песчаников и мергелей, перекрытых неогеновыми песчаниками и известняками. В местах скальных выходов ратынских и литотамниевых известняков и известковых песчаников часто встречаются небольшие пещеры, провалы и щели карстового происхождения. Наиболее известные части парка на донных частях оврагов, прорезанных песками и известняками неогена, где на поверхность выходят мергели верхнего мела.
Для надпойменных террас реки Верещицы характерны нижне- и среднеплейстоценовые аллювиальные отложения, а также слои эолового происхождения. В широких речных долинах распространены навеянные пески позднеплейстоценового и плиоценового происхождения. В долине Верещицы и других рек характерны голоценовые аллювиальные и аллювиально-болотные отложения. Из объектов неживой природы особую ценность имеют стоячие валуны скандинавского происхождения и глинисто-валунные моренные отложения — немые свидетели нижнеплейстоценового материкового оледенения.

### Климат
Климат на территории НПП характерен в целом для Расточья, расположенного в пограничной зоне влияния атлантических воздушных течений — с запада и континентальных — с востока. В целом климат умеренно влажный. Среднегодовое количество осадков составляет 700—750 мм, а среднегодовая температура — +7.5° С. Максимальное количество осадков выпадает в июне-июле, а минимальное — в январе-феврале. Самый теплый месяц года — июль (+17.7° С), а холодный — январь (-4.2° С).
Район характеризуется относительно низкой средней годовой облачностью, которая достигает 61-64 %. Наименьшая облачность и соответственно наибольшее количество солнечных дней приходится на лето. Преобладают ветры юго-западного и западного направлений со средней скоростью 3-4 м/с. Сильные ветры (более 15 м/с) чаще всего бывают в осенне-зимний период и сопровождаются значительными осадками. В зимний период на территории парка устанавливается более или менее устойчивый снежный покров, продолжительность снежного покрова колеблется от 1,5 до 2,5 месяцев.

### Гидрология
Через территорию Яворовского НПП проходит Главный европейский водораздел, разделяющий бассейны рек Чёрного и Балтийского морей. Самым значительным водотоком, является река Верещица (приток Днестра), которая протекает в западной части парка. Её русло в верховьях почти полностью зарегулировано и преобразовано в каскад прудов. В пределах парка берут начало притоки Верещицы: Ставчанка (на северо-запад от с. Ставки), Рудачка (севернее с. Верещица) и Старая Рика. В северной части парка из многоводных источников берут начало р. Фийна и ручей Кислячка, являющиеся притоками рек Деревянки и Свиньи (бассейн Западного Буга). Долина Фийны в р-не с. Мельники также превращена в каскад прудов. Водораздельное положения национального парка предопределяет то, что реки и их водосборы являются небольшими и не превышают 150 км². Характерной чертой, наряду с малым количеством водотоков, есть небольшие притоки, протекающие преимущественно в глубоких долинах.
В северной части Яворивского НПП находится крупнейшее в пределах Расточья количество источников. Максимальная их плотность отмечена в районе сёл Дубровица — Папирня. Большинство источников относятся к категории склоновых, а около 20 % расположены в днищах балок и оврагов. Родниковые воды преимущественно карбонатно-кальциевого состава, характеризуются высоким качеством — не имеют запаха, цвета, глинистых и органических частиц.

### Почвы
На территории национального парка наблюдается довольно значительное разнообразие почвенного покрова в зависимости от материнских пород, характера растительности, орографического строения местности и других факторов, влияющих на грунтосоздательный процесс. Наиболее распространены слабодерновые, среднедерновые и глибиннодерновые слабооподзоленные песчаные почвы на четвертичных и третичных песках. На них преобладают сосновые и дубово-сосновые леса. На глинистых породах сформировались слабодерновые слабооподзоленные глинисто-песчаные почвы, подверженные элювии известняков. Для них характерны грабово-дубовые, дубово-буковые и буковые леса. В низинах распространены торфяно-глеевые почвы на аллювиальных отложениях, для которых характерны влажные и сырые ольховники из ольхи клейкой.

## Биология парка

### Флора
Флора Яворовского национального природного парка насчитывает около 700 видов сосудистых растений.
Из них в Красную книгу Украины занесено 20 видов: баранец обыкновенный (Huperzia selago), плаун колючий (Lycopodium annotinum), сальвиния плавающая (Salvinia natans), пыльцеголовник крупноцветковый (Cephalanthera damasonium), пыльцеголовник длиннолистный (Cephalanthera longifolia), гнездовка настоящая (Neottia nidus-avis), тайник яйцевидный (Listera ovata), дремлик зимовниковый (Epipactis helleborine), любка двулистная (Platanthera bifolia), любка зелёноцветная (Platanthera chlorantha), пальчатокоренник майский (Dactylorhiza majalis), пальчатокоренник Фукса (Dactylorhiza fuchsii), пальчатокоренник мясо-красный (Dactylorhiza incarnata) и пятнистый (Dactylorhíza maculáta), ладьян трёхнадрезный (Corallorhiza trifida), венерин башмачок настоящий (Cypripedium calceolus), подснежник обыкновенный (Galanthus nivalis), белоцветник весенний (Leucojum vernum), лилия лесная (Lilium martagon), валериана двудомная (Valeriana dioica). На территории парка в ур. Белая Скала находится самый восточный на Украине ареал овсяницы песочной (Festuca psammophila).
В Яворовском НПП найдены также 21 вид растений, являются редкими в регионе Расточья (преимущественно находятся на границы ареалов). Среди них: борец садовый (Aconitum paniculatum) и молдавский (Aconitum moldavicum), многорядник шиповатый (Polystichum aculeatum), барвинок малый (Vinca minor), берёза пушистая (Betula pubescens), вереск обыкновенный (Calluna vulgaris), ольха серая (Alnus incana), венечник ветвистый (Anthericum ramosum), дуб скальный (Quercus petraea) и др.. Здесь растет около 200 видов лекарственных растений.
Кроме того, среди редких видов, обнаруженных на территории парка, 12 видов (все орхидные и подснежник белоснежный) находится под охраной Конвенции о международной торговле видами дикой фауны и флоры, находящимися под угрозой исчезновения (CITES), 2 вида (сальвиния плавающая и венерин башмачок настоящий) — под охраной Конвенции об охране дикой флоры и фауны и природных сред обитания в Европе (Бернская конвенция).
Для Яворовского национального природного парка, как и в целом для Расточья, характерна высокая лесистость. Здесь наиболее распространены грабово-дубовые, сосново-дубовые, сосновые леса, а в низинах — ольховники. Буковые леса растут вблизи восточноевропейской границы ареала и в основном тяготеют к холмистым ландшафтам. Интересны островные реликтовые очаги ели, пихты и тополя, которые сохранились на северо-восточной границе своего ареала. К реликтам среднего голоцена относятся буково-сосновые леса. Травяная растительность занимает значительно меньшие площади и сформировалась на естественных лугах и местах бывших пастбищ и поселений, а также на берегах рек и каналов.
Через регион проходит флористическая граница Средней и Юго-Восточной Европы, что сопровождается переходом широколиственных лесов в лесостепь. Здесь проходит восточная граница распространения дуба скального, можжевельника, бука, юго-восточная — сосны обыкновенной, северо-восточная — пихты белой. Карпатская флора представлена сосной и, особенно, папоротникообразными. На скальных выходах имеющиеся реликтовые остатки степной растительности.

### Фауна
Всего на территории парка зарегистрировано 9 видов, занесенных в Европейский красный список, 34 вида, занесенных в Красную книгу Украины и 146 видов животных, подлежащих особой охране согласно Бернской конвенции.
Беспозвоночные. Фауна беспозвоночных парка и окрестностей изучена лишь частично. Особым богатством отличается фауна насекомых. На территории Яворовского НПП и его окрестностей выявлено 11 видов насекомых, занесенных в Красную книгу Украины: усач мускусный (Aromia moschata), шмель моховой (Bombus muscorum), махаон (Papilio machaon), мнемозина (Parnassius mnemosyne) ленточник тополёвый (Limenitis populi), переливница ивовая (Apatura iris), сенница Геро (Coenonympha hero), берёзовый шелкопряд (Endromis versicolora), малиновая орденская лента (Catocala sponsa), павлиноглазка малая (Eudia pavonia), павлиноглазка рыжая (Aglia tau).
Зоопланктон водоемов, граничащих с Яворовским национальным парком и природным заповедником «Расточье» состоит из 3 основных групп: коловратки (7 видов), ветвистоусые раки (16 видов) и веслоногие раки (2 вида). Наибольшее видовое разнообразие зоопланктоценозов наблюдается в июне и в сентябре. Основу общей численности составляют Diaphanosoma brachiurum, Daphnia cuculata, Simocephalus vetulus. В начале вегетационного сезона доминируют ветвистоусые раки, а в конце его — веслоногие раки. В результате проведенных малакологических исследований обнаружено 10 видов пресноводных моллюсков, в том числе: 8-брюхоногих, 2 — двустворчатых.
Общее количество зарегистрированных видов позвоночных животных на сегодня составляет 289 видов. В парке охраняется 24 вида рыб, 11 видов земноводных, 6 видов пресмыкающихся, 200 видов птиц, 48 видов млекопитающих.
Земноводные. Пресмыкающиеся. Среди представителей герпетофауны многочисленными являются серая жаба (Bufo bufo), лягушки озёрная (Rana ridibunda) и травяная (Rana temporaria), обычными — лягушка остромордая (Rana arvalis), квакша (Hyla arborea), прыткая и живородящая ящерицы (Lacerta agilis, Lacerta vivipara), обыкновенный уж (Natrix natrix). Реже встречается обыкновенная гадюка (Vipera berus), ломкая веретеница (Anguis fragilis), обыкновенный и гребенчатый тритоны (Lissotriton vulgaris, Triturus cristatus). Очень редким видом является медянка (Coronella austriaca), занесенная в Красную книгу Украины.
Птицы. В орнитофауне парка преобладают лесные виды. Из 200 видов птиц, обнаруженных на территории Яворовского национального парка и его окрестностей, гнездуется 135 видов, среди которых 46 являются оседлыми. Значительно меньшее количество птиц с другим характером пребывания: пролётных — 31 вид, птиц посетителей — 15, зимующих — 15, залетных — 14, с неопределенным статусом — 3. Кроме того, среди перечисленных видов 15 имеют смешанный характер пребывания. Преобладают представители лесного орнитокомплекса. Самыми многочисленными являются мелкие воробьиные птицы — зяблик (Fringilla coelebs), малиновка (Erithacus rubecula), черноголовая славка (sylvia atricapilla), пеночка-теньковка и пеночка-трещотка (Phylloscopus collybita, Phylloscopus sibilatrix), мухоловка-белошейка (Ficedula albicollis), обыкновенный поползень (Sitta europaea), чёрный и певчий дрозды (Turdus merula, Turdus philomelos). Из хищных птиц чаще встречается канюк (Buteo buteo). Богатым по составу и численности является орнитофауна буково-дубово-сосновых лесов и пойменных ольховников. В сосновых лесах чаще встречаются синицы: большая синица (Parus major), обыкновенная лазоревка (Parus caeruleus), черноголовая гаичка (Parus palustris), а также желтоголовый королёк (Regulus regulus), различные виды дятлов.
На прилегающих прудах сформировался водно-болотный комплекс орнитофауны, в котором преобладают кряква (Anas platyrhynchos), красноголовый нырок (Aythya ferina), лысуха (Fulica atra), чомга (Podiceps cristatus), озёрная чайка (Larus ridibundus). На влажных лугах в долине р Верещица отмечен коростель (Crex crex) — вид, отнесенной к европейскому списку глобально уязвимых видов.
Среди птиц, занесенных в Красную книгу Украины, на территории парка и его окрестностей встречаются 18 видов: малый баклан (Phalacrocorax pygmeus), обыкновенная колпица (Platalea leucorodia), чёрный аист (Ciconia nigra), гоголь (Bucephala clangula), белоглазый нырок (Aythya nyroca), малый подорлик (Aquila pomarina), змееяд (Circaetus gallicus), красный коршун (Milvus milvus), скопа (Pandion haliaetus), орлан-белохвост (Haliaeetus albicilla), полевой лунь (Circus cyaneus), серый журавль (Grus grus), кроншнепы большой (Numenius arquata) и средний (Numenius phaeopus), поручейник (Tringa stagnatilis), филин (Bubo bubo), длиннохвостая неясыть (Strix uralensis), серый сорокопут (Lanius excubitor).
Млекопитающие. Среди млекопитающих парка наибольшим видовым разнообразием отличаются грызуны.
Наиболее многочисленным видом охотничьих млекопитающих является косуля европейская (Capreolus capreolus), встречаются также дикий кабан (Sus scrofa), заяц-русак (Lepus europaeus), лисица (Vulpes vulpes), белка (Sciurus vulgaris), куница лесная (Martes martes), хорек лесной (Mustela putorius), енотовидная собака (Nyctereutes procyonoides), а из занесенных в Красную книгу — выдра речная (Lutra lutra), норка европейская (Mustela lutreola), горностай (Mustela erminea), барсук (Meles meles). Изредка на территорию парка с соседних массивов заходят олень благородный (Cervus elaphus) и лось (Alces alces). Их можно встретить в просторных долинах потоков, подальше от населённых пунктов. В последние годы заметно возросла численность волка (Canis lupus). Следы этого хищника зимой обнаружены во многих кварталах парка, а также найдены останки косули, изъеденной волками.
Среди мелких млекопитающих в лесных экосистемах парка доминирует мышь желтогорлая (Apodemus flavicollis), субдоминирует полёвка лесная (Myodes glareolus), далее идут мышь лесная (Sylvaemus sylvaticus) и полевая (Apodemus agrarius), бурозубка обыкновенная (Sorex araneus). Очень редкими видами на территории парка являются полёвка темная (Microtus agrestis) и полёвка-экономка (Microtus oeconomus). Пещеры и другие подземные хранилища имеют исключительное значение для сохранений биоразнообразия рукокрылых, в том числе и краснокнижных — европейской широкоушки (Barbastella barbastellus), ночниц Наттерера (Myotis nattereri) и длинноухой (Myotis bechsteinii).
В 2005 году в верховье реки Верещицы впервые обнаружены поселения бобра европейского (Castor fiber).

## Историко-культурные и сакральные памятники
Регион, в котором расположен Яворовский национальный природный парк, чрезвычайно богат на археологические и историко-культурные памятники. Здесь открыт ряд стоянок древнего человека и городища XIV вв. На территории, прилегающей к национальному парку, есть такие исторические и архитектурные памятники: Василианский монастырь Св. Николая в Крехове (XVII—XVIII вв.), Троицкий костел с колокольней (1614 г.) и церковь Вознесения Господня (1831 г.) в пгт. Ивано-Франково, Успенская церковь (1739 г.) в с. Лелеховка, пещера на Страдецкой горе и церковь Успения Пресвятой Богородицы (XVIII в.) в с. Страдч, руины церкви Св. Михаила в бывшем с. Вишенка Большая на территории полигона и т. п.. Среди лесных массивов часто встречаются живописные поляны и остатки фруктовых садов — память о прежних сёлах и хуторах, выселеных при создании полигона.
На территории парка и в его окрестностях находятся многочисленные захоронения времен I и II мировых войн.
Издавна Розтоцкий край славится народными промыслами — резьбой по дереву, гончарством, изделиями из художественного стекла и бисера, Яворовский писанкой и вышивкой.
Реконструирован в 90-х годах Святониколаевский Креховский монастырь, являющийся известным туристическим объектом украинского Расточья. Это своеобразный «магнит» для паломников и любителей культурного наследия. Комплекс монастыря включает: церковь Преображения Господня (1721-1737рр.), колокольню (1759р.), кельи, крепостные стены с башнями, старыми оборонительными и новыми парадными воротами и мостами, дом новициата с часовней, монастырское имение, монастырское кладбище и часовню на склоне горы Побойной, комплекс Крестного пути. В монастырской церкви хранятся чудотворные иконы св. Николая и Верхратской Богородицы. Усиливают туристическое значение территории скальный монастырь (скала Тимоша) и Святой источник с часовней Богоматери, находящиеся на маршруте Креховской святыни вблизи монастыря.
Вторым по значению историко-культурным объектом выступает Страдчанская гора — одна из религиозных святынь Галичины. Комплекс Страдчанской горы включает: городище XI—XIII вв.; Пещерный монастырь XI—XIII ст. с входом в пещеры, оформленным в виде часовни-грота под названием Церковь Матери Божьей Нерушимой стены и церковь Успения Пресвятой Богородицы (1795 г.), которая является одной из древнейших каменных церквей Львовщины и прекрасным образцом галицкой архитектуры. Святынями на Страдчанской горе являются могилы о. Николая Конрада и дьяка Владимира Прыймы, которые были провозглашены блаженными Папой Римским Иоанном Павлом II, а также копия чудотворной иконы Матери Божьей Нерушимой стены. Особым интересом у паломников пользуется Крестный путь с Иерусалимскими дарами, с которой связаны многочисленные случаи исцелений.

## Рекреационное и образовательное значение
На прилегающих территориях расположено 8 баз отдыха, а также бальнеологические курорты «Шкло» и «Немиров» с целебной сероводородной минеральной водой типа «Нафтуся». Яворовский национальный природный парк обладает значительным рекреационным потенциалом для развития эколого-познавательного, культурологического, сакрального, а также спортивного (конного, велосипедного и лыжного) туризма, а на прилегающих территориях — квалифицированного туризма (охота, рыболовство). В ближайших населённых пунктах существуют благоприятные условия для развития агротуризма.
В парке функционирует 4 комплексных автобусно-пешеходных маршруты: «Страдч — Черные озера», «От Янова в Крехов», «Исповедь времени» (семейное гнездо Шептицких), «Яворовский полигон — прошлое и современность», а также 4 пешеходных эколого-познавательных тропы: «Тропинка Ивана Франко», «Лелеховка», «Верещица», «Голуби». В зоне стационарной рекреации парка обустроены места массового отдыха туристов: летние навесы, мангалы, места для разведения костров. На водоемах созданы условия для любительской рыбалки, обустроены пляжи, есть возможность пользования плавсредствами.
Вблизи Яворовского парка, в городе Жолква, размещен государственный историко-архитектурный заповедник с целым комплексом культурных памятников.

## Галерея

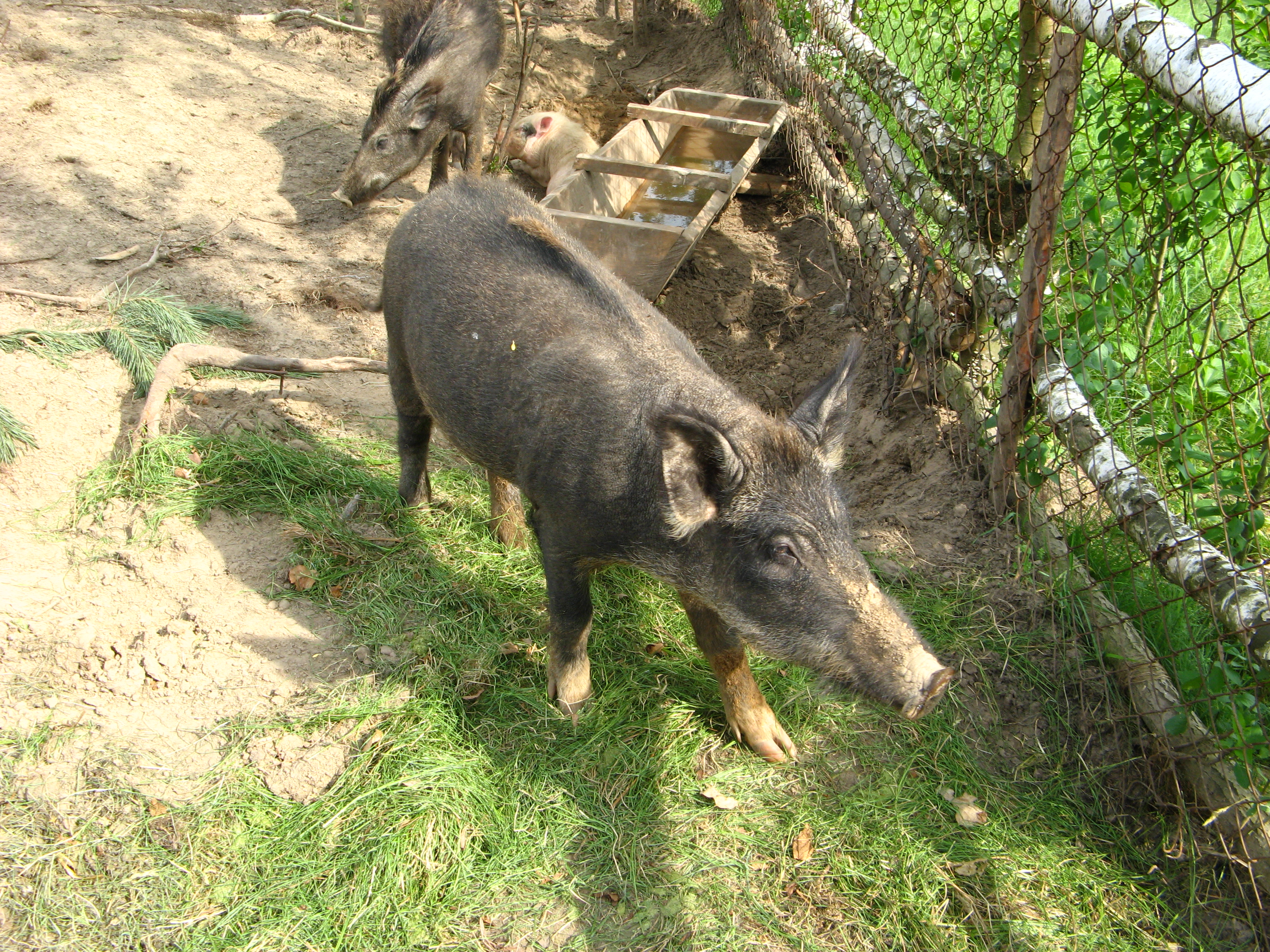
Кабан
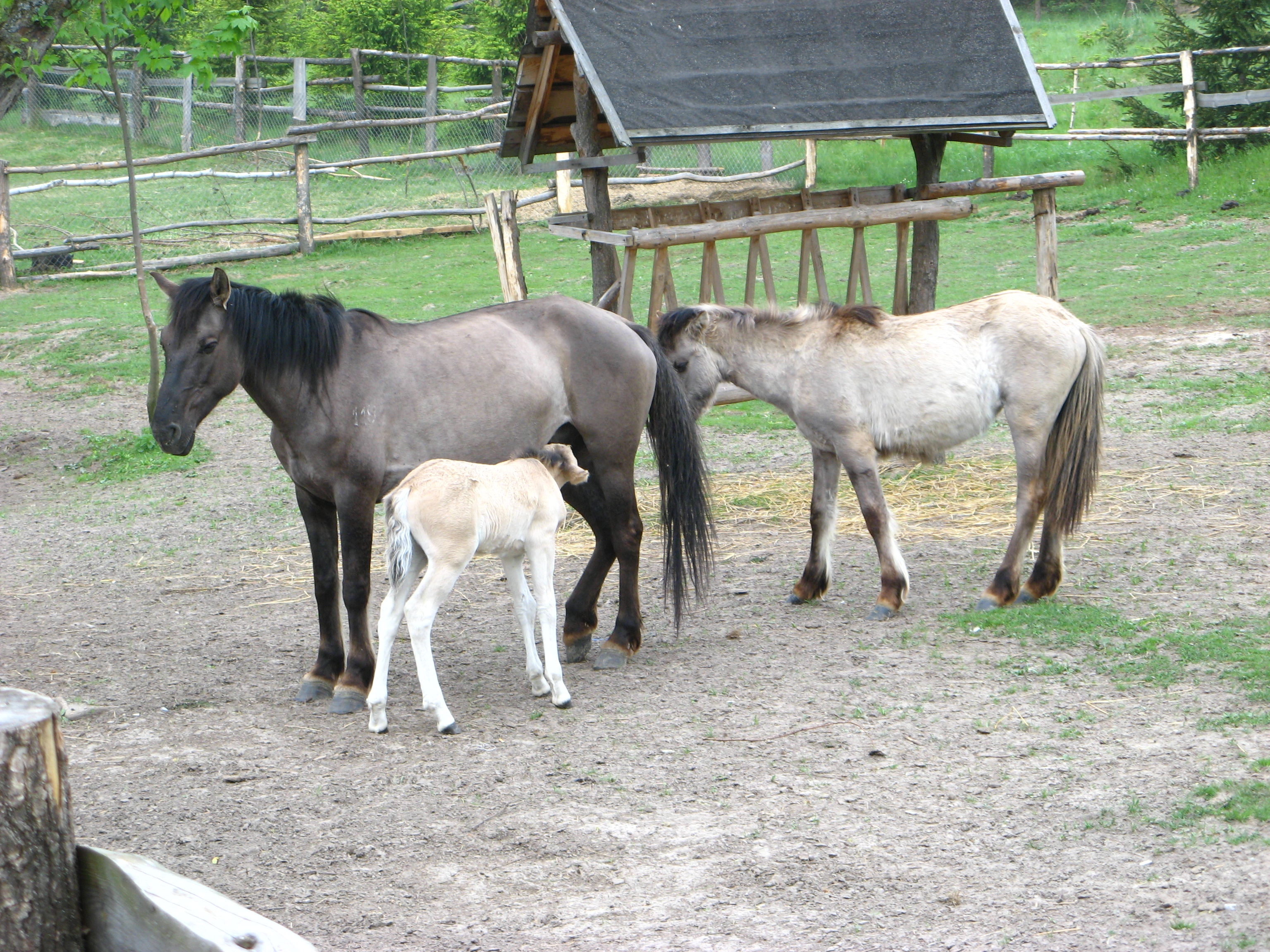
Коник польский